# Hans Weigel der Ältere

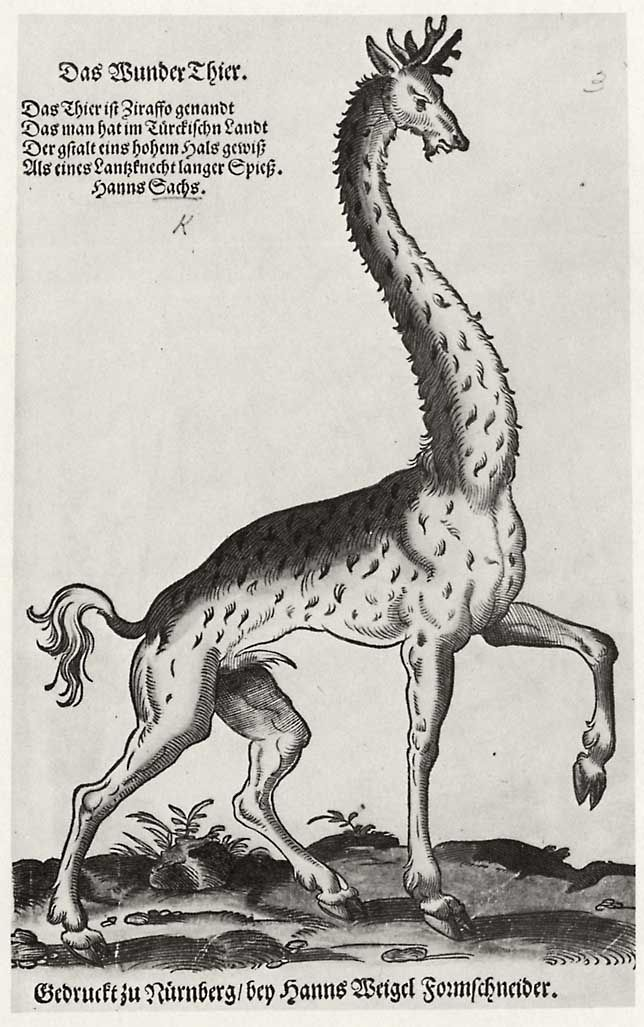
Die Giraffe
zweite Hälfte 16. Jahrhundert

 Hans Weigel der Ältere, auch Hanns Weygel, (* um 1520 in Amberg; † vor 1577) war ein deutscher Formschneider, Stecher, Drucker, Briefmaler und Verleger.

## Leben

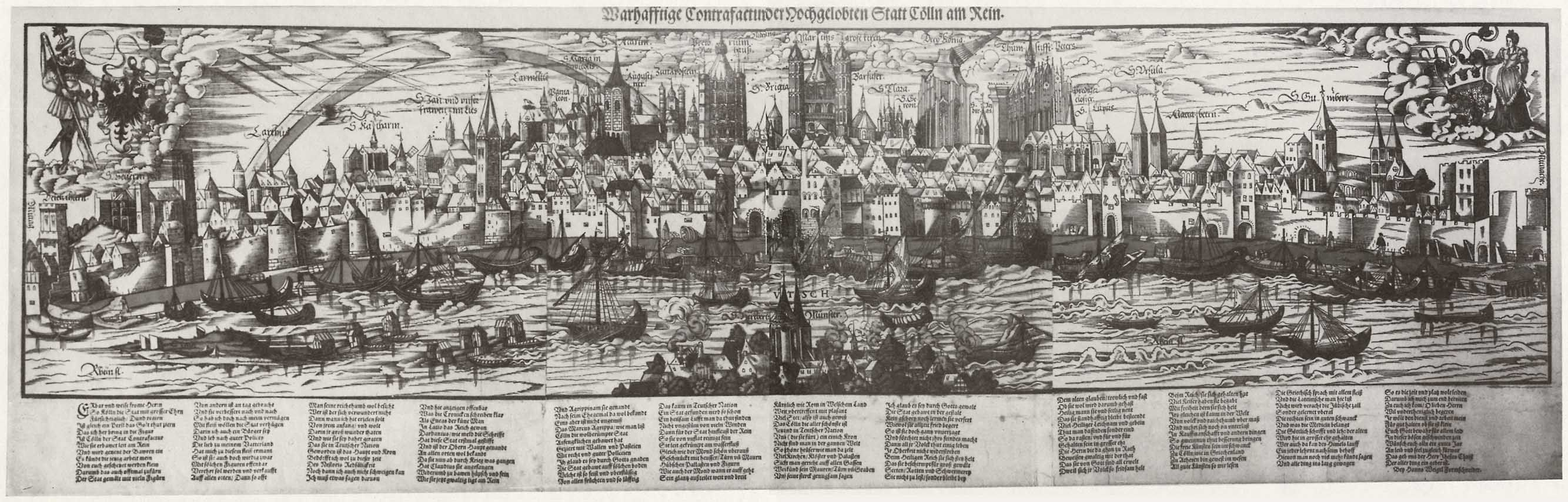
Wahrhafftige Contrafactur der Hochgelobten Statt Cölln am Rein

Weigel war seit 1549 Bürger in Nürnberg. In seinem Verlag erschienen einige Einblattdrucke, vor allem Bildnisse (Kurfürst Johann Friederich von Sachsen, König Johann III. von Portugal, Herzog Albrecht V. von Bayern, Erasmus von Rotterdam mit der Skulptur des Grenzgottes Terminus, Philipp Melanchthon, Hans Sachs), religiöse Bilderbogen und Flugblätter, alle als Holzschnitt mit Beschriftungen im Typendruck. Ob Weigel auch immer der Zeichner der Entwürfe war, kann bezweifelt werden. Einige seiner großformatigen Stadtansichten (Augsburg, Nürnberg, München, Lübeck, Wismar, Rostock) sind mit den Initialen MW versehen, andere tragen den Vermerk „bey Hanns Weigel Formschneider“ (Bremen, Köln). Daher besteht die Vermutung, die Entwürfe zu den Stadtpanoramen seien von jemand anders, beispielsweise einem Verwandten namens Martin Weigel, gezeichnet worden.
1577 erschien sein bekanntes Trachtenbuch bzw. Kostümbuch Habitus praecipuorum populorum tam virorum quam faeminarum mit Versen von Hans Sachs und 220 Trachtenbildern. darunter u. a. die Kupferstiche „Indianerin im Federmantel“und „Krieger mit Keule“.
Auch sein Sohn, Hans Weigel der Jüngere, war Briefmaler und Holzschneider in Nürnberg, er starb wohl um 1590.